# Buareinech
Buareinech, auch Buarainech, ist eine Sagengestalt aus der keltischen Mythologie.
Buareinech ist der Sohn des irischen Kriegsgottes Neit und ein Angehöriger des Volkes der Fomori. Sein Sohn ist Balor, der König dieses Volkes. Als Buareinech sich von seinen Druiden einen magischen Trank brauen lässt, wirft Balor als Kind heimlich einen Blick in den Kessel, verliert ein Auge und wird dadurch zu einem Zyklopen mit tödlichem Blick. In der Cath Maige Tuired („Die [Zweite] Schlacht von Mag Tuired“) kann Lugh dieses Auge zerstören und Balor enthaupten.
Buareinechs Name wird von Squire mit „Kuh-Gesicht“ übersetzt. Dies passt zu dem für die Fomori als typischem, in der Mythologie tradiertem Aussehen (Goborchend – „Ziegenkopf“, Síaburchenn mac Slisremuir – „Gespensterkopf, Sohn Dickschädels“, Cichol Gri-cenchos – „der an Fleisch große Beinlose/Kopffüßler“; Lot, die Mutter Cichols hat den Mund auf der Brust und vier Augen auf dem Rücken).